# Refugi de muntanya

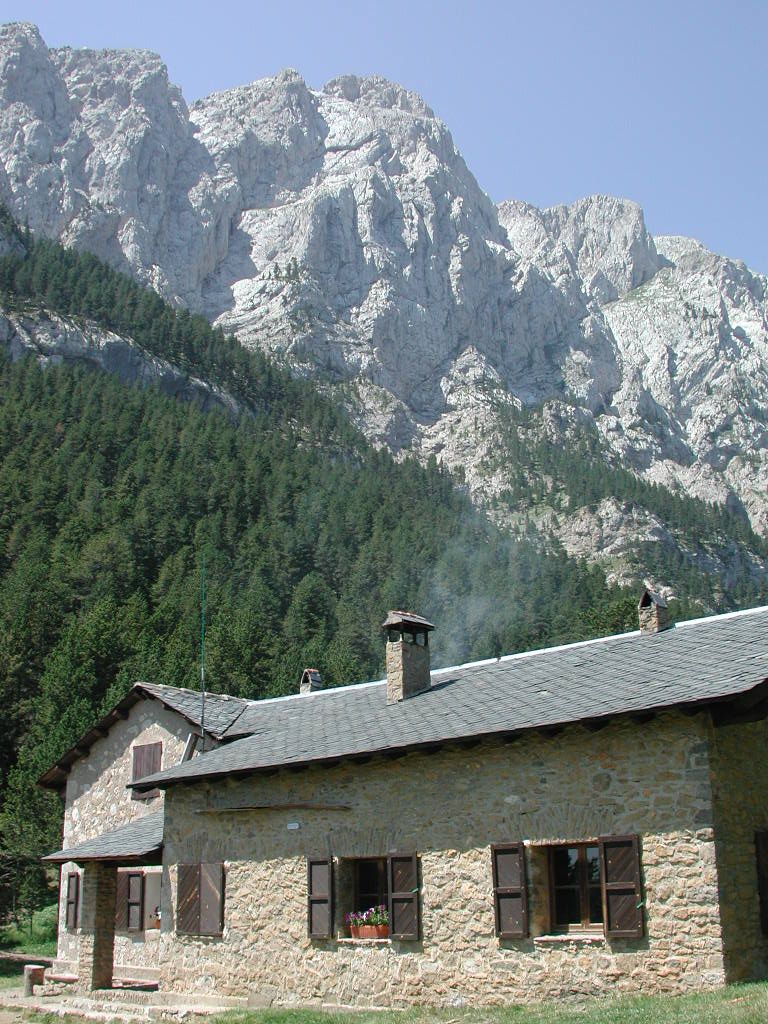
Refugi Estasen sota la paret Nord del Pedraforca

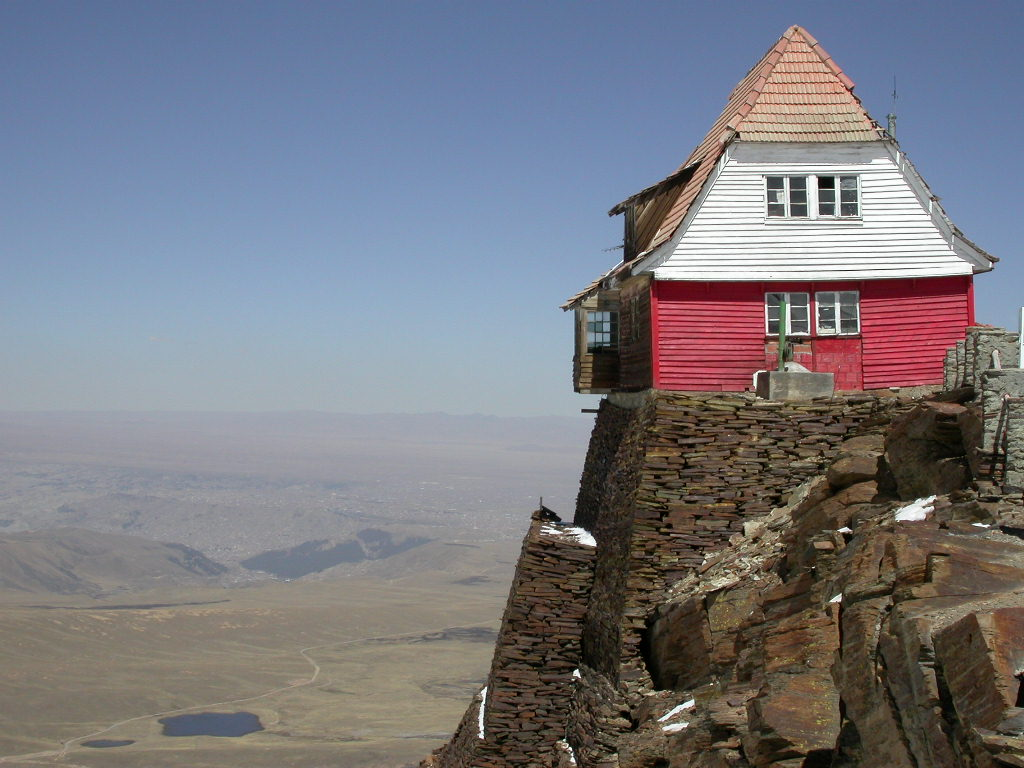
Refugi Chacaltaya amb la ciutat de La Paz al fons

Un refugi de muntanya és una edificació situada a muntanya per tal de donar aixopluc als excursionistes, o altres persones que ho necessitin. Els primers refugis van ser cabanes dels pastors o orris, però generalment tenien l'inconvenient de quedar massa lluny del cims. Per aquest motiu i amb l'auge de l'excursionisme durant la primera dècada del segle xx, es varen començar a construir els primers refugis excursionistes europeus bàsicament als Alps. En general, aquests primers refugis no eren guardats, tenien una estructura senzilla i no disposaven des serveis mínims com aigua i llum. A mitjan segle, amb la intensificació de les sortides a la muntanya, es varen edificar de nou ―o adequar― un munt de construccions alguns dels quals guardats bona part de l'any per donar servei a la gent que vol gaudir de la muntanya. Actualment, els refugis són còmodes; els guardats amb servei de restauració i els no guardats sovint amb plaques solars i emissores d'emergència. A més, són punt de referència i d'informació i, molt especialment, de seguretat, davant les canviants condicions meteorològiques a muntanya.
A banda dels refugis forestals i de les bordes i cabanes repartides per la part baixa de la muntanya, als Països Catalans hi ha tres tipus de refugis de muntanya: 
- Refugi bivac: Infraestructura que té com a principal objectiu servir d'aixopluc a grups petits de 10 a 20 persones que facin travessa de muntanya o ascensions a cims pròxims. Són generalment sempre oberts, sense guarda i no són prop de vies de comunicació. Solen ser petits, però disposen de lliteres, emissora d'emergència i material de rescat.

- Refugi guardat: Construcció que pretén donar als excursionistes allotjament i menjar i disposa de força serveis com llum i aigua. Estan guardats i oberts a l'estiu i èpoques de vacances, però sempre disposen d'una part lliure d'emergència amb les característiques del refugi bivac. Són força grans (de 40 a 70 persones) i solen estar en paratges emblemàtics de muntanya i, generalment, només s'hi pot arribar a peu.

- Refugi xalet: Edifici amb molts serveis i que té la particularitat de trobar-se prop d'una carretera o dins un nucli de població habitat. Solen estar guardats pràcticament tot l'any i la seva capacitat és alta (entre 60 i 120 persones) amb equipament que l'acosten als d'una hostaleria.